# Jermane Mayberry
Jermane Timothy Mayberry (Floresville, 29 agosto 1973) è un ex giocatore di football americano statunitense che ha militato nel ruolo di offensive lineman nella National Football League (NFL).

## Biografia
Dopo avere giocato al college a football alla Texas A&M University-Kingsville, Mayberry fu scelto come 25º assoluto nel Draft NFL 1996 dai Philadelphia Eagles. Divenne titolare a partire dalla sua seconda stagione e venne convocato per il Pro Bowl nel 2002. Nel 2004 raggiunse il Super Bowl XXXIX con gli Eagles, perdendo contro i New England Patriots. Disputò le ultime due stagioni della carriera nel 2005 e 2006 con i New Orleans Saints.

## Palmarès

### Franchigia
- National Football Conference Championship: 1

Philadelphia Eagles: 2004

### Individuale
- Convocazioni al Pro Bowl: 1

2002
- All-Pro: 1

2002

## Statistiche
| Partite             | 123 |
| Partite da titolare | 104 |